# 桜井石風呂
桜井石風呂（さくらいいしぶろ）は、愛媛県今治市桜井にある石風呂である。今治市桜井財産区が所有している。

## 概要
志島ケ原から海岸沿いに約三㎞南にある桜井海岸の洞窟内に立地している。洞窟内でシダを焼き、海水に浸したムシロをかけて蒸気を発生させる蒸し風呂となっている。
石風呂は、平安時代に弘法大師が石窟を開いて里人の病気を治したのが始まりといわれ、近郷の人ばかりでなく、はるばる京から、公家や高僧が業病・難病の治療に訪れたといわれている。
毎年7月上旬から約1か月半営業し、今治市の夏の風物詩として親しまれている。しかし、施設の老朽化や利用者減少などの影響で2004年・2005年は休業。石風呂を所有する桜井財産区は桜井石風呂の指定管理者公募を決定し、特定非営利活動法人NPO今治センターが応募した。2006年4月よりNPO今治センターが指定管理者として運営を開始した。
2006年7月には3年ぶりに石風呂が復活し、7月10日から8月27日までの49日間に約3千人が訪れた。
2009年に施設面の安全性などを理由に、2009年夏の営業を休止。その後も老朽化などで休止となっている。

## アクセス
- 瀬戸内運輸（せとうちバス）今治新居浜線「孫兵衛作停留所」で下車、徒歩約20分。